# Миколаївка (Софіївська селищна громада)
Микола́ївка (до 1958 — Ново-Миколаївка) — село в Україні, у Софіївській селищній громаді Криворізького району Дніпропетровської області.
Населення — 1 594 мешканці.

## Географія
Село Миколаївка знаходиться на березі річки Базавлук (в основному на правому березі), вище за течією на відстані 2 км розташоване село Петрівка, нижче за течією примикає селище Лошкарівка. Через село проходить автомобільна дорога Т 0432. Поруч проходить залізниця, станція Лошкарівка за 0,5 км.

## Історія
Село Миколаївка вперше згадується в історичних документах, датованих 1810 роком.
Станом на 1886 рік в селі, центрі Ново-Миколаївської волості Херсонського повіту Херсонської губернії, мешкало 2623 особи, налічувалось 432 двори, існували православна церква, школа, 7 лавок, відбувався щорічний ярмарок.

## Населення

### Мова
Розподіл населення за рідною мовою за даними перепису 2001 року:
| Мова            | Кількість | Відсоток |
| --------------- | --------- | -------- |
| українська      | 1522      | 95.48%   |
| російська       | 47        | 2.97%    |
| білоруська      | 5         | 0.31%    |
| румунська       | 5         | 0.31%    |
| польська        | 4         | 0.25%    |
| угорська        | 1         | 0.06%    |
| болгарська      | 1         | 0.06%    |
| інші/не вказали | 9         | 0.56%    |
| Усього          | 1594      | 100%     |

## Економіка
- ТОВ «Зерновий джерела».

## Об'єкти соціальної сфери
- Школа.
- Амбулаторія.